# Fëanor
Fëanor este un caracter ficțional din Pământul de Mijloc, univers creat de J.R.R. Tolkien, care joacă un rol important în Silmarillion.